# Церковно-общественная выставка-форум «Православная Русь»
Церковно-общественная выставка-форум «Православная Русь»  — ежегодный цикл церковно-общественных мероприятий, проходящий в городах России. По благословению Патриарха Московского и всея Руси Кирилла (ранее Патриарха Алексия II) выставка-форум организуется на федеральном, региональном и международном уровнях.
Центральным событием цикла на федеральном уровне является церковно-общественная выставка-форум в Москве «Православная Русь» — к Дню народного единства, проводимая с 4 по 8 ноября. На международном уровне мероприятие поддерживается Русской Православной Церковью Заграницей, Украинской православной церковью (Московского патриархата), Белорусским экзархатом, Молдавской митрополией, в организации региональных выставок принимают участие локальные епархии и синодальные учреждения, а также светские органы власти — министерства и ведомства, администрации регионов России.
Выставка-форум «Православная Русь» объединяет усилия Русской Православной Церкви, светской власти и общественности по сохранению и развитию традиционных духовных ценностей отечественной культуры, искусства и нравственности, по консолидации российского общества.

## История
В Санкт-Петербурге первая православная выставка-ярмарка из серии «Православная Русь» была проведена в 1995 году, постепенно география проекта расширялась до 8 региональных центров России.
22 — 25 января 2003 года в московском Гостином дворе была проведена Всероссийская выставка «Православная Русь». На церемонии торжественного открытия Патриархом Алексием II было благословлено регулярное проведение подобных смотров.
В 2005 году выставка «Православная Русь» удостоена Знака Российского Союза выставок и ярмарок за высокий профессиональный уровень организации и особое значение для общества.

## География
- Москва: церковно-общественная выставка-форум «Православная Русь — к Дню народного единства». Организаторы: Отдел внешних церковных связей Московского Патриархата, Издательский совет Русской Православной Церкви, Паломнический центр Московского Патриархата, Выставочное объединение «РЕСТЭК».
- Санкт-Петербург: выставка-ярмарка «Пасхальный праздник», всероссийская выставка «Православная Русь». Организаторы: ВО «РЕСТЭК», Санкт-Петербургская епархия.
- Ростов-на-Дону: межрегиональная выставка «Православная Русь». Организаторы: ВЦ «ВертолЭкспо», Донская митрополия. Соорганизатор: ВО «РЕСТЭК».
- Самара: межрегиональная выставка «Православная Русь». Организаторы: ВК «Экспо-Волга», Самарская епархия. Соорганизатор: ВО «РЕСТЭК».
- Пермь: межрегиональная выставка «Православная Русь». Организаторы: ВЦ «Пермская ярмарка», Пермская епархия. Соорганизатор: ВО «РЕСТЭК».
- Новосибирск: межрегиональная выставка «Православная Русь». Организаторы: ВК «Экспо Новосибирск», Новосибирская митрополия. Соорганизатор: ВО «РЕСТЭК».
- Красноярск: межрегиональная выставка «Православная Русь». Организаторы: ВК «Красноярская ярмарка», Красноярская митрополия. Соорганизатор: ВО «РЕСТЭК».
- Великий Новгород: межрегиональная выставка «Православная Русь». Организаторы: ВО «РЕСТЭК», Новгородская митрополия.
- Иркутск: межрегиональная выставка «Православная Русь». Организаторы: ВО «РЕСТЭК», Иркутская митрополия.

## Основные разделы экспозиции
- Социальные проекты для молодёжи и благотворительность
- Современное служение и деятельность Русской Православной Церкви
- Молодёжные проекты и инициативы
- Православные центры России и паломничество
- Современное общество и миссия СМИ
- Просвещение через книгу
- Восстановление и реставрация храмов и монастырей
- Храмовое убранство, церковная атрибутика
- Иконопись
- Колокололитейное искусство
- Символы России в декоративно-прикладном искусстве